# Aquarius (album)
 For alternative betydninger, se Aquarius. (Se også artikler, som begynder med Aquarius)
Aquarius er det andet studiealbum udgivet af Aqua. Det blev udgivet den 28. februar 2000 og var gruppens sidste album inden deres midlertidige opløsning i 2001.

## Spor
Alle numre er skrevet og produceret af Søren Rasted og Claus Norreen, medmindre andet er noteret.
| #   | Titel                                                 | Længde |
| --- | ----------------------------------------------------- | ------ |
| 1.  | "Cartoon Heroes"                                      | 3:38   |
| 2.  | "Around the World"                                    | 3:28   |
| 3.  | "Freaky Friday"                                       | 3:45   |
| 4.  | "We Belong to the Sea"                                | 4:18   |
| 5.  | "An Apple a Day"                                      | 3:37   |
| 6.  | "Halloween" (Sangskrivere: Rasted, Norreen, René Dif) | 3:49   |
| 7.  | "Good Guys"                                           | 3:58   |
| 8.  | "Back from Mars"                                      | 4:03   |
| 9.  | "Aquarius"                                            | 4:21   |
| 10. | "Cuba Libre" (Sangskrivere: Rasted, Norreen, Dif)     | 3:36   |
| 11. | "Bumble Bees"                                         | 3:52   |
| 12. | "Goodbye to the Circus"                               | 3:59   |

| 13. | "Cartoon Heroes" (Metro's That's All Folks Remix) | 6:23 |

| 13. | "Cartoon Heroes" (Metro 7-inch Edit)                  | 4:06 |
| 14. | "Cartoon Heroes" (Love to Infinity Classic Radio Mix) | 3:08 |

## Hitlister
| Hitliste (2000)                | Højeste placering |
| ------------------------------ | ----------------- |
| Australien (ARIA)              | 15                |
| Østrig (Ö3 Austria)            | 11                |
| Belgien (Ultratop Flanderen)   | 18                |
| Belgien (Ultratop Vallonien)   | 9                 |
| Canadiske Albummer (Billboard) | 3                 |
| 6                              |                   |
| Danish Albums (Hitlisten)      | 1                 |
| Holland (Album Top 100)        | 42                |
| Finland (Musiikkituottajat)    | 7                 |
| Frankrig (SNEP)                | 37                |
| Tyskland (Offizielle Top 100)  | 16                |
| Ungarn (MAHASZ)                | 8                 |
| Irland (IRMA)                  | 36                |
| Italien (FIMI)                 | 2                 |
| New Zealand (RIANZ)            | 8                 |
| Norge (VG-lista)               | 1                 |
| Skotland (OCC)                 |                   |
| Spanish Albums (PROMUSICAE)    | 3                 |
| Sverige (Sverigetopplistan)    | 2                 |
| Schweiz (Schweizer Hitparade)  | 8                 |
| Storbritannien (OCC)           | 24                |
| US Billboard 200               | 82                |

| Hitliste (2000)                                   | Placering |
| ------------------------------------------------- | --------- |
| Canadian Albums (Nielsen SoundScan)               | 34        |
| Danish Albums (Hitlisten)                         | 1         |
| European Albums (Music & Media)                   | 31        |
| Finnish Foreign Albums (Suomen virallinen lista)  | 5         |
| Italian Albums (FIMI)                             | 28        |
| Norwegian Winter Period Albums (VG-lista)         | 9         |
| Norwegian Spring Period Albums (VG-lista)         | 4         |
| South Korean International Albums (MIAK)          | 11        |
| Spanish Albums (AFYVE)                            | 29        |
| Swedish Albums & Compilations (Sverigetopplistan) | 32        |
| Swiss Albums (Schweizer Hitparade)                | 82        |

| Hitliste (2000–2009)      | Placering |
| ------------------------- | --------- |
| Danish Albums (Hitlisten) | 3         |